# 比尔·罗维
威廉·奥利弗“比尔”·罗维（英語：William Oliver "Bill" Rowe，1931年2月2日—1992年9月29日），英国音频工程师。他曾因电影勇敢的人提名奥斯卡最佳音响效果奖。1985年他因电影杀戮战场获得英国英国电影和电视艺术学院最佳音效奖，并于1988年因电影末代皇帝赢得了奥斯卡最佳音响效果奖。自1955年至1992年间，罗维曾参与制作国160多部电影。

## 部分影视作品
- 杀戮战场 (1984)
- 末代皇帝 (1987)[1]